# Chatlon
Chatlon (in tagico Хатлон) è una regione (vilojati) del Tagikistan, il cui capoluogo è Bochtar.

## Geografia fisica

### Distretti

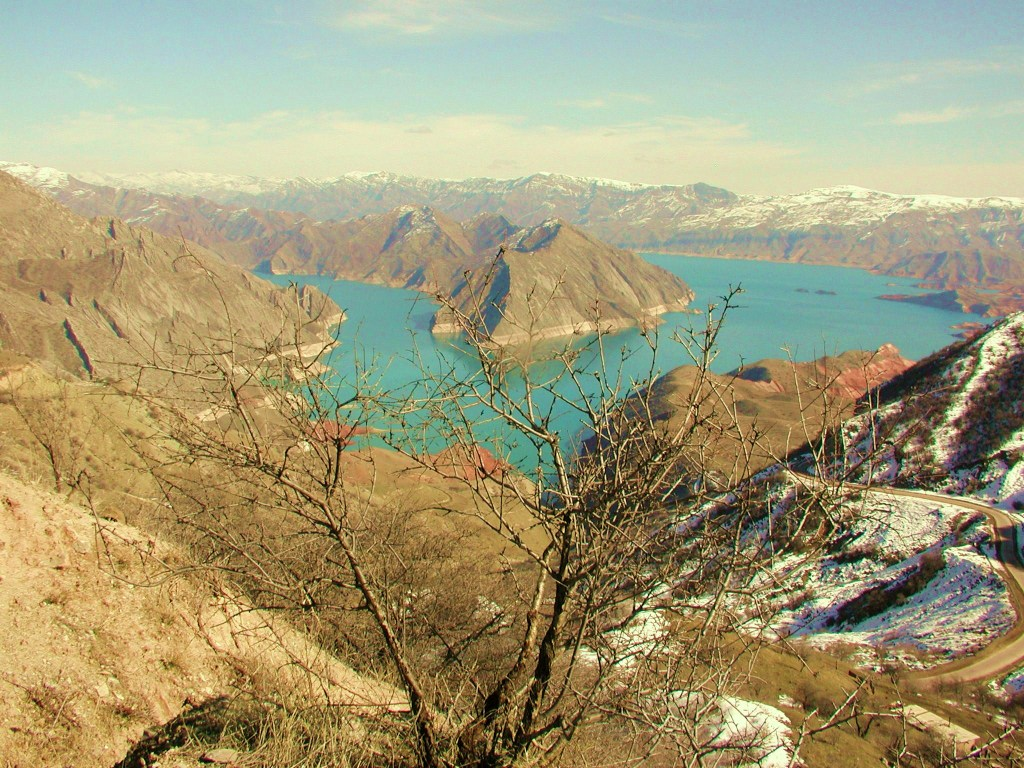
Panorama montuoso nella regione

La regione è suddivisa in 21 distretti: 
- Distretto di Baljuvon
- Distretto di Kushoniyon
- Distretto di Vachsh
- Distretto di Vose'
- Distretto di Danǧara
- Distretto di Yovon
- Distretto di Hamadoni
- Distretto di Qubodiyon
- Distretto di Mu'minobod
- Distretto di Nosiri Chusrav
- Distretto di Panj
- Distretto di Jalodiddin Balchi
- Distretto di Farchor
- Distretto di Jajhun
- Distretto di Temurmalik
- Distretto di Chovaling
- Distretto di Churoson
- Distretto di Jomi
- Distretto di Dusti
- Distretto di Shahrituz
- Distretto di Shamsiddin Shohin

### Città
- Bochtar
- Kulob
- Norak
- Qubodiyon

### Confini
La regione confina a ovest con l'Uzbekistan e a sud e a est  con l'Afghanistan. Confina a est con la Gorno-Badachshan, mentre a nord confina con i Distretti di Subordinazione Repubblicana